# Devil's Got a New Disguise: The Very Best of Aerosmith
Albums de Aerosmith
Rockin' the Joint
(2005)
Devil's Got a New Disguise: The Very Best of Aerosmith est une compilation du groupe de hard rock américain Aerosmith parue en 2006.
L'album est destiné à honorer le contrat du groupe avec Sony Music/Columbia Records et à combler les fans jusqu'au nouvel album prévu pour 2008.
Au départ, Aerosmith avait prévu d'enregistrer un nouvel album mais le groupe a été victime de plusieurs problèmes au long de l'année 2006 : le chanteur Steven Tyler a dû être opéré d'un anévrisme à la gorge et le bassiste Tom Hamilton récupérait d'un traitement pour son cancer de la gorge. Le groupe avait perdu trop de temps pour créer un album de qualité et a donc préféré sortir une compilation.
L'album contient 16 hits d'Aerosmith ainsi que deux nouvelles chansons : Devil's Got a New Disguise et Sedona Sunrise.
Devil's Got a New Disguise provient des sessions de Pump, où la chanson s'appelait "Susie Q", les paroles ont ensuite été terminées durant les sessions de Get a Grip où le nom changea pour Devil's Got a New Disguise. La chanson a été coécrite avec Diane Warren (I Don't Wanna Miss a Thing). En 2006, certaines paroles ont été changées. 
Sedona Sunrise provient des sessions de Pump.
Devil's Got a New Disguise est un rock simple et efficace, tandis que Sedona Sunrise est un country rock romantique.

## Version américaine(Devil's Got a New Disguise)
1. "Dream On" - from Aerosmith – 4:26
2. "Mama Kin" - from Aerosmith – 4:26
3. "Sweet Emotion" - from Toys In The Attic – 4:35
4. "Back in the Saddle" - from Rocks – 4:40
5. "Last Child" - from Rocks – 3:26
6. "Walk This Way" (with Run-DMC) - from the Run-DMC album Raising Hell – 3:40
7. "Dude (Looks Like a Lady)" - from Permanent Vacation – 4:22
8. "Rag Doll" - from Permanent Vacation – 4:25
9. "Love in an Elevator" - from Pump – 5:22
10. "Janie's Got a Gun" - from Pump – 5:30
11. "What It Takes" - from Pump – 4:08 [edited]
12. "Crazy" - from Get a Grip – 4:04 [edited]
13. "Livin' on the Edge" - from Get a Grip – 4:21 [edited]
14. "Cryin''" - from Get a Grip – 5:09
15. "I Don't Want to Miss a Thing" - from the Armageddon soundtrack – 4:28 [pop remix]
16. "Jaded" - from Just Push Play – 3:35
17. "Sedona Sunrise" – 4:18
18. "Devil's Got a New Disguise" – 4:27

## Version Japonaise (Devil's Got a New Disguise)
1. "Dude (Looks Like a Lady)" - 4:22
2. "Love in an Elevator" - 5:22
3. "Livin' on the Edge" [AOR Video edit] - 5:06
4. "Walk This Way" (RUN DMC) [Single version] - 3:41
5. "Cryin'" - 5:09
6. "Jaded" - 3:35
7. "Crazy" - [LP edit] 4:05
8. "Angel" - 5:06
9. "Amazing" - 5:57
10. "The Other Side - 4:06
11. "Dream On" - 4:26
12. "Sweet Emotion" - [single edit] 3:12
13. "Draw the Line" - [remix] 3:45
14. "Falling in Love (Is Hard on the Knees)" - 3:25
15. "Pink" - 3:56
16. "I Don't Want to Miss a Thing" - [rock mix] [album version] - 4:46
17. "Sedona Sunrise" [Previously Unreleased] - 4:18
18. "Devil's Got a New Disguise" [Previously Unreleased] - 4:27

## Version Européenne(The Very Best of Aerosmith)
1. "Dude (Looks Like a Lady)" - 4:22
2. "Love in an Elevator" - 5:22
3. "Livin' on the Edge" [edit] - 5:06
4. "Walk This Way" (RUN DMC) [edit] - 3:41
5. "Cryin'" - 5:09
6. "Jaded" - 3:35
7. "Crazy" - [edit] 4:05
8. "Angel" - 5:06
9. "Janie's Got a Gun" [edit] - 4:32
10. "Amazing" - 5:57
11. "The Other Side - 4:06
12. "Dream On" - 4:26
13. "Sweet Emotion" - [edit] 3:12
14. "Falling in Love (Is Hard on the Knees)" - 3:25
15. "Pink" - 3:56
16. "I Don't Want to Miss a Thing" - 4:28
17. "Sedona Sunrise" [Previously Unreleased] - 4:18
18. "Devil's Got a New Disguise" (inédit) - 4:27

### Special Tour Edition (DVD)
Disc 2
- "Sweet Emotion" [video]
- "Pink" [video]
- "I Don't Want to Miss a Thing" [video]
- "Jaded" [video]

## Musiciens
- Steven Tyler : Chant, Harmonica, Piano
- Joe Perry: Guitare solo
- Brad Whitford : Guitare rythmique
- Tom Hamilton :Basse
- Joey Kramer : Batterie

## Charts
Album - Billboard (North America)
| Year | Chart             | Position |
| ---- | ----------------- | -------- |
| 2006 | The Billboard 200 | 33       |

Singles - Billboard (North America)
| Year | Single                       | Chart                      | Position |
| ---- | ---------------------------- | -------------------------- | -------- |
| 2006 | "Devil's Got a New Disguise" | Hot Mainstream Rock Tracks | 15       |

## Certifications
| Pays                    | Certification |
| ----------------------- | ------------- |
| Irlande (IRMA)          | Platine       |
| Nouvelle-Zélande (RMNZ) | Platine       |
| Royaume-Uni (BPI)       | Platine       |